# اکبر شوشتری
اکبر شوشتری (۲۱ مرداد ۱۳۶۳) یک بازیکن فوتبال پنج‌نفره اهل ایران است.

## افتخارات
او در ترکیب تیم ملی ایران برای شرکت در بازی‌های پارالمپیک تابستانی ۲۰۱۶ به ریو دو ژانیرو، برزیل اعزام شد. تیم ملی فوتبال پنج‌نفره ایران در این مسابقات، با دو تساوی برابر ترکیه و برزیل و پیروزی بر مراکش به مرحله نیمه‌نهایی راه پیدا کرد. در این مرحله نیز با پیروزی بر آرژانتین به دیدار پایانی رسید. اما در فینال با پذیرش شکست برابر برزیل به نایب‌قهرمانی پارالمپیک و نشان نقره مسابقات دست یافت.